# 聖特蕾莎德爾圖爾

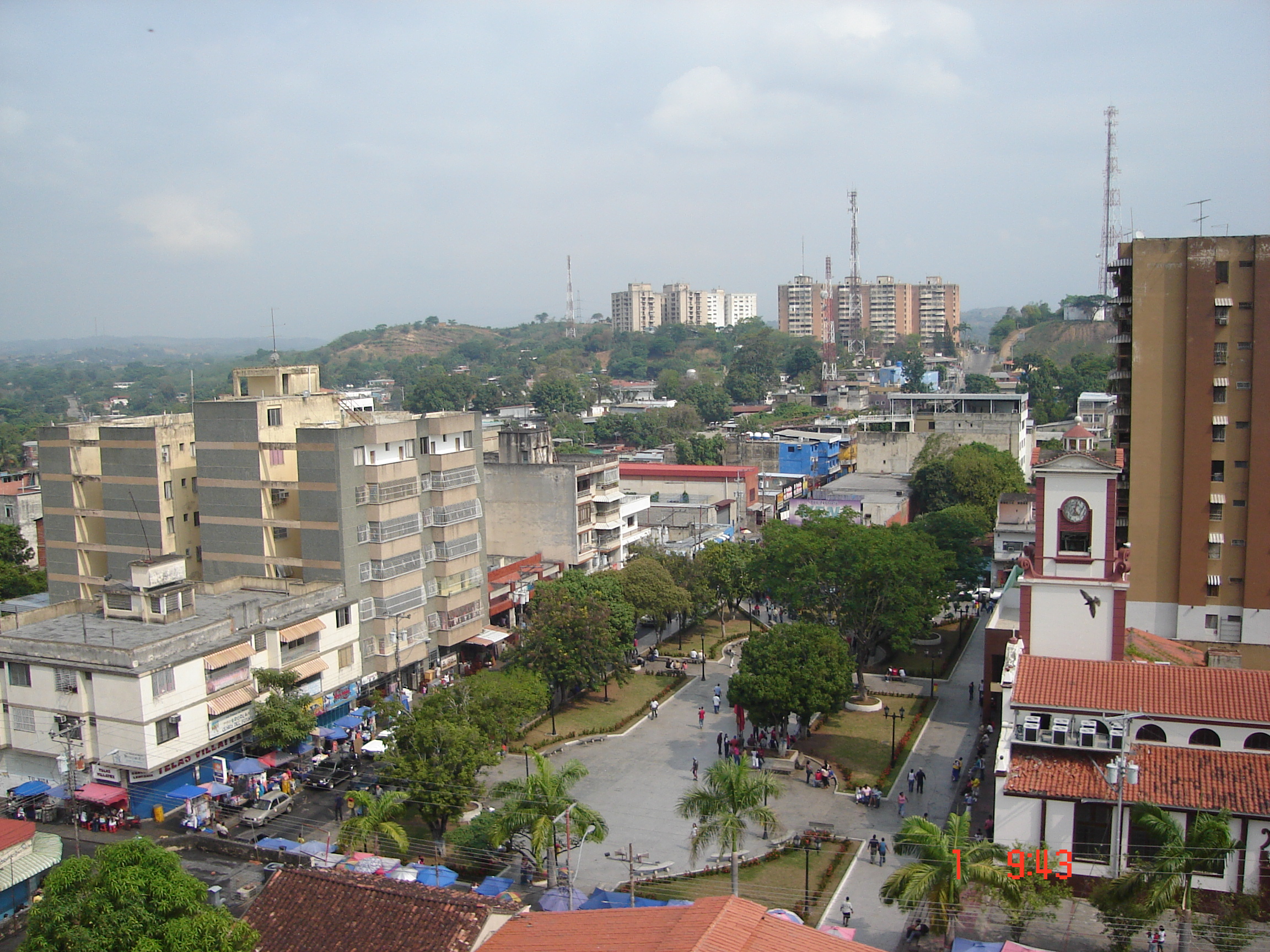

聖特蕾莎德爾圖爾（西班牙語：Santa Teresa del Tuy）是委內瑞拉的城市，位於該國北部米蘭達州，是因德彭登西亞市的首府，距離卡拉卡斯65公里，始建於1761年，面積284平方公里，2011年人口139,109。
10°14′0″N 66°39′50″W / 10.23333°N 66.66389°W